# Войниха (Лубенский район)
Войниха (укр. Войниха) — село, Лубенская городская община, Лубенский район, Полтавская область, Украина.
Код КОАТУУ — 5322881201. Население по переписи 2001 года составляло 1030 человек.

## Географическое положение
Село Войниха находится в 3-х км от левого берега реки Сула, выше по течению на расстоянии в 0,5 км расположено село Солоница, ниже по течению на расстоянии в 3 км расположено село Шершневка. По селу протекает ирригационный канал. Рядом проходит автомобильная дорога М-03.

## Объекты социальной сферы
- Школа.
- Профессионально-техническое училище № 53.
- Детский сад
- Амбулатория

## Персоналии
- Яковенко, Михаил Александрович